# Dove Cottage

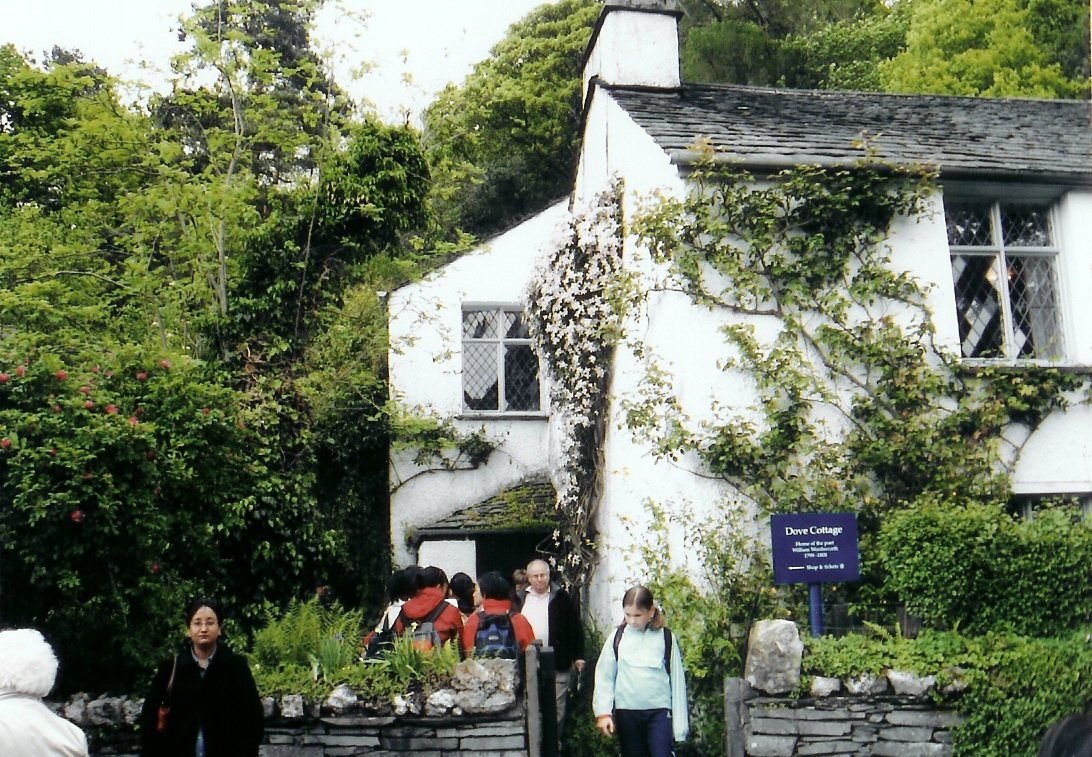
Visitatori al Dove Cottage.

Dove Cottage è una casa ai confini di Grasmere nel Lake District inglese. È molto nota perché fu la casa dove il poeta William Wordsworth e sua sorella Dorothy trascorsero nove anni (dal dicembre 1799 al maggio 1808) di "vita semplice, ma colma di importanti riflessioni". Durante questo periodo, Wordsworth scrisse molte delle poesie per le quali è ricordato tutt'oggi, tra cui Ode: Intimations of Immortality, Ode to Duty, My Heart Leaps Up e I Wandered Lonely as a Cloud, insieme a parti del suo poema autobiografico, The Prelude. Il poeta si sposò nel 1802 e sua moglie Mary venne a vivere con la cognata al Dove Cottage. La famiglia si espanse in fretta, con l'arrivo di tre bambini in quattro anni, e i Wordsworth lasciarono il Dove Cottage nel 1808 per trasferirsi in una casa più ampia. Il cottage divenne quindi l'abitazione di Thomas de Quincey per un certo numero di anni, prima di essere occupato da altri inquilini.
Nel 1890 fu acquistato dalla Wordsworth Trust e aperto al pubblico nel 1891. La casa è un monumento classificato ed è rimasta sostanzialmente la stessa dai tempi di Wordsworth. Ogni anno accoglie 70.000 visitatori.

## Prima di Wordsworth
Il Dove Cottage fu costruito all'inizio del diciassettesimo secolo, lungo la strada principale che va da Ambleside a sud fino a Keswick a nord. La testimonianza più antica del suo probabile impiego originario come pub si trova in una lista dei pub della contea di Westmoreland del 1617, in cui compare con il nome di "Dove and Olive". Rimase comunque un locale pubblico fino al 1793, indicato talvolta con il nome di "Dove and Olive Branch". La storia del cottage è citata anche nel romanzo di Wordsworth The Waggoner (1806), nel quale il protagonista passa "dove una volta il 'Dove and Olive' offriva un saluto e una buona birra a tutti quelli che entravano nella valle di Grasmere".
L'edificio è costruito con pietre locali, con pareti di calce e il tetto d'ardesia. Ci sono quattro stanze al piano terra e altre quattro al primo piano. Le stanze al pianterreno presentano rivestimenti con pannelli di quercia e pavimenti d'ardesia, come si trovano spesso nelle migliori case del Lake District dello stesso periodo, e adeguati alla funzione originaria di locale pubblico. Il camino è stato modificato nel decennio 1790 per bruciare carbone piuttosto che la tradizionale legna.

## Wordsworth
William Wordsworth nacque a Cockermouth, nella regione della Cumbria, nel 1770 e conosceva bene il Lake District sin dalla sua infanzia. Si trasferì all'Università di Cambridge nel 1787 e viaggiò in Britannia e in Europa per 12 anni.

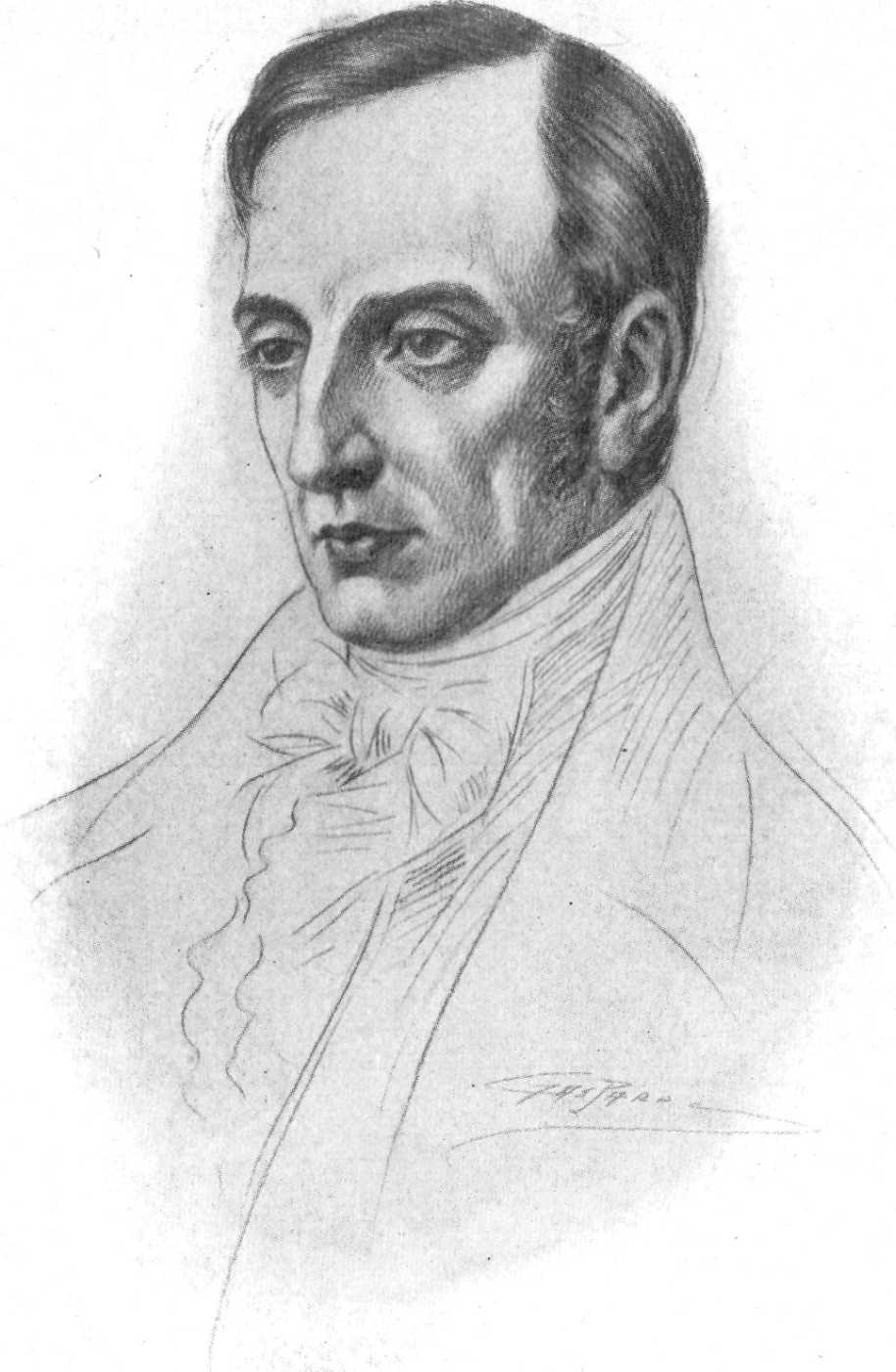
Il poeta inglese William Wordsworth.

Wordsworth conobbe il Dove Cottage durante una passeggiata nel Lake District con Samuel Taylor Coleridge nel 1799. Il poeta era molto affezionato alla sorella Dorothy, ma avevano passato molto tempo separati. Anche se avevano vissuto insieme a Somerset nel 1797 e in Germania nel 1798, il fratello stava cercando una sistemazione permanente per entrambi. Il Dove Cottage era vuoto e si poteva affittare; i due vi si trasferirono il 20 dicembre dello stesso anno, pagando 5 sterline all'anno a John Benson di Grasmere.
Al piano terra, la grande anticamera era adibita a soggiorno o cucina-salotto; oltre alla porta principale d'ingresso conteneva un fornello e una panca accanto alla finestra, usata principalmente per il pranzo. Una piccola stanza vicina al soggiorno era la camera da letto di Dorothy. Una cucina separata era usata per scopi più impegnativi della normale routine domestica, mentre la quarta stanza era adibita a piccola dispensa. I Wordsworth assunsero una vicina, Molly Fisher, come cameriera per lavare e cucinare.
Al primo piano la stanza sopra il soggiorno era lo studio di William, con una vista sul lago, usata da William mentre scriveva e come secondo parlour per spuntini veloci e intrattenimento. Le altre tre stanze erano usate come camere, con una piccola stanza sopra la dispensa usata successivamente come nursery per i bambini di William e Mary. Le pareti nella piccola furono coperte con i giornali del 1800, come tentativo di isolamento (successivamente vennero rimossi, ma le copie vennero rimesse negli anni settanta). Non c'era l'acqua corrente e il bagno era in giardino. William e Dorothy stavano volentieri fuori in giardino e nell'orto dietro casa, il loro "piccolo angolo di giardino di montagna", che fu volutamente lasciato in uno stato semi-selvaggio.
William divenne un membro chiave del gruppo dei poeti romantici del Lake District, successivamente noti con il nome di Lake Poets. Robert Southey visse a Greta Hall nella vicina Keswick. Southey e Coleridge avevano sposato due sorelle, Sarah e Edith Fricker, e Coleridge stesso si trasferì con la sua famiglia a Keswick nel 1800. Sia Coleridge che Southey divennero assidui frequentatori del Dove Cottage, ma il matrimonio di Coleridge era infelice e lasciò Keswick nel 1804. Ciò nonostante tornò a far visita a Wordsworth a Grasmere di tanto in tanto. I Wordsworth ricevevano visite al Dove Cottage anche da Walter Scott, Humphry Davy, e Charles e Mary Lamb. Negli ultimi anni si trasferì Thomas de Quincey.

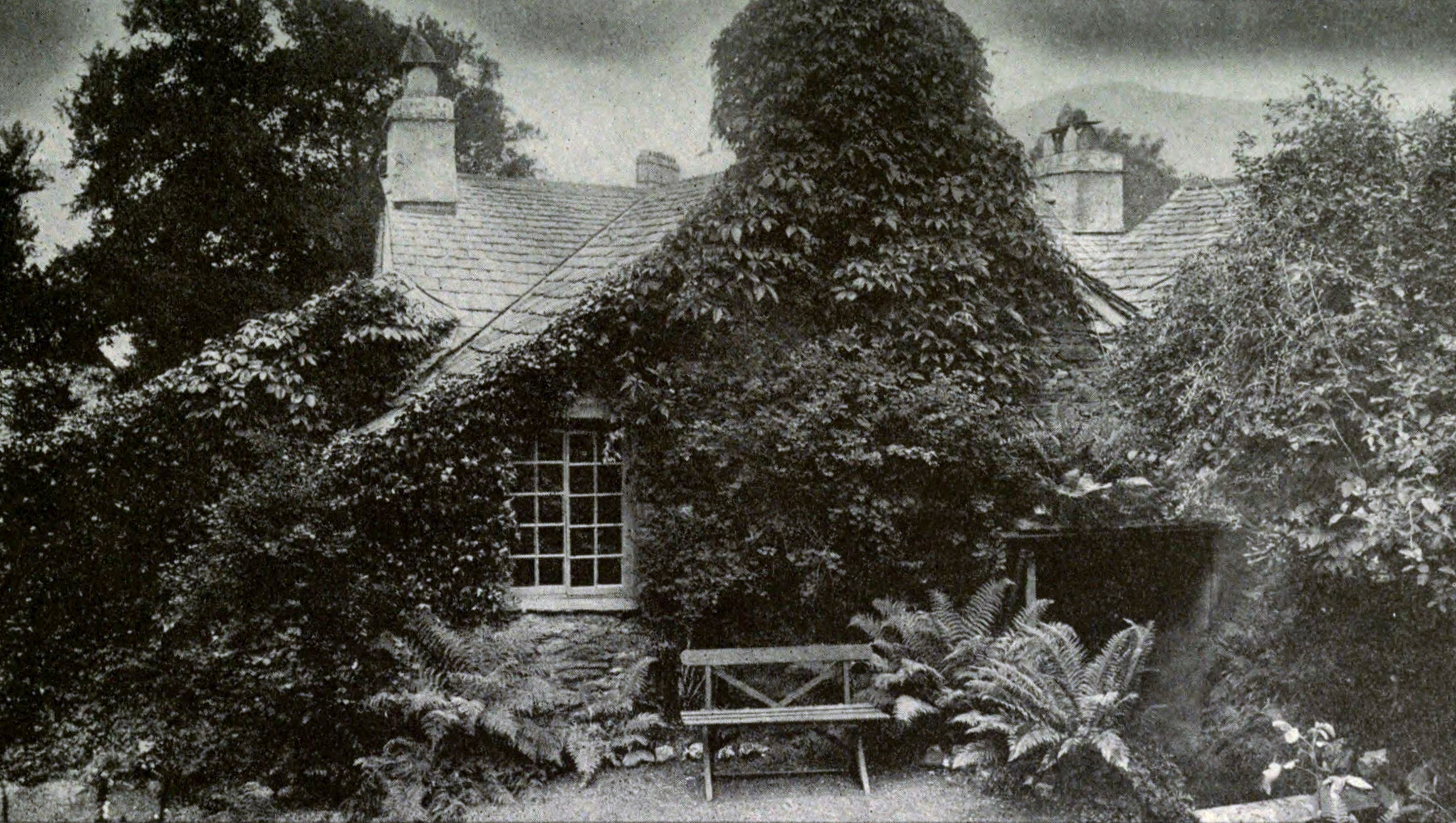
Dove Cottage visto dal giardino, circa 1920.

La posizione finanziaria di William era stata tesa fin dalla morte del padre nel 1783, ma si sistemò in qualche modo nel 1802 quando i debiti di suo padre verso il I Conte di Lonsdale furono finalmente pagati con gli interessi alla morte di quest'ultimo. Dopo questo fatto William fu in grado di sposare Mary Hutchinson, un'amica d'infanzia nello stesso anno. Il cottage divenne la loro prima casa, ancora divisa con la sorella di William e ora anche con la sorella di Mary, Sara. I primi tre figli di William e Mary nacquero nel cottage, John (1803), Dora (1804) e Thomas (1806).
Dorothy tenne un minuzioso diario di famiglia durante gli anni trascorsi al Dove Cottage. Il diario fu pubblicato nel 1897 come The Grasmere Journal, fornendo dettagli sulla vita quotidiana della famiglia e dei loro visitatori. Wordsworth spesso prendeva ispirazione poetica dagli scritti di Dorothy. Un passo del suo diario del 1802 descriveva i narcisi vicino all'Ullswater, e fu l'ispirazione per la poesia di Wordsworth "I Wandered Lonely as a Cloud" del 1804.
Il cottage divenne troppo piccolo per la famiglia e i molti visitatori, quindi i Wordsworth si trasferirono ad Allan Bank a Grasmere nel maggio 1808. William aveva definito questa casa come un pugno nell'occhio quando fu costruita, quindi si trasferirono nuovamente nel 1810 a Old Rectory nel centro di Grasmere. Alla fine nel 1813, si spostarono in una casa più grande a Rydal Mount, poche miglia a sud di Ambleside. I Wordsworth continuarono ad affittare la proprietà per 46 anni, fino alla morte di Mary nel 1859, William era morto 9 anni prima. Rydal Mount fu comprata nel 1969 da Mary Henderson, la nipote di William. Ancora oggi è di proprietà della famiglia Wordsworth, e fu aperta al pubblico nel 1970.

## Dopo Wordsworth
Thomas de Quincey, un amico della famiglia Wordsworth, andò ad abitare al Dove Cottage nel 1809, l'anno dopo che era stato lasciato dai Wordsworth. Era andato spesso a trovarli fin dal 1807 e aveva lasciato loro molto regali. De Quincey sposò la figlia di un agricoltore del luogo, e rimase lì ad abitare fino al 1820. Il suo libro Le confessioni di un mangiatore d'oppio era basato sulla sua esperienza nell'assuefazione da oppio, e descrive il tempo passato al cottage sotto l'effetto del laudano. Sconvolse la famiglia Wordsworth apportando modifiche al Dove Cottage, ma soprattutto al suo giardino. L'aumentare della famiglia lo costrinse a trasferirsi a Fox Ghyll, ma continuò a pagare l'affitto del Dove Cottage, e a tenere lì la sua biblioteca fino al 1835. I debiti lo costrinsero a lasciare il cottage.
Dove Cottage ebbe quindi una serie di affittuari, diventando nota come Dixon's Lodging. Alla fine del decennio 1880, il cottage fu acquistato da Emdund Lee, un uomo d'affari di Londra, per il figlio, un aspirante poeta. Sfortunatamente, il giovane Lee non trovò l'ispirazione nella casa di Wordsworth. La Wordsworth Trust comprò il cottage nel 1890 per £650 sterline. L'associazione era stata fondata dal Reverendo Stopford Brooke con il preciso intento di preservare il posto, che era così significativo per i lavori di Wordsworth. Il cottage divenne noto come "Dove Cottage" solo dopo che fu acquistato dalla Wordsworth Trust.

## Oggi
La Wordsworth Trust aprì il cottage al pubblico dal luglio 1891. Il cottage rimase lo stesso di quando era abitato da Wordsworth, e il Trust ripristinò il giardino con le sembianze "selvagge" tanto amate dal poeta. Come attrazione turistica, il Dove Cottage ospita circa 70.000 visitatori ogni anno.

## Museo di Wordsworth
Il vicino Wordsworth Museum, fondato nel 1943 e spostato in una casa lì vicino nel 1981, espone manoscritti, mappe e ritratti.  Il Jerwood Centre, un nuovo edificio costruito per ospitare le collezioni della Wordsworth Trust, aprì vicino al Dove Cottage nel 2005.